# Deze is voor mij
Deze is voor mij is een lied van het Nederlandse zangduo Suzan & Freek. Het werd in 2019 als single uitgebracht en stond in hetzelfde jaar als zevende track op het album Gedeeld door ons.

## Achtergrond
Deze is voor mij is geschreven door Suzan Stortelder, Arno Krabman, Freek Rikkerink, Léon Palmen en Niels Geusebroek en geproduceerd door Krabman. Het is een nummer uit het genre nederpop. Het is een lied dat gaat over het kiezen voor jezelf en niet aan anderen denken. Het idee achter het lied was dat de artiesten zagen dat mensen vaak klaar stonden voor anderen, maar weinig aan zichzelf dachten. Rikkerink vertelde dat dit nummer hem deed denken aan zijn moeder, die vaak haar kinderen, man of familie voor haarzelf zette. De single heeft in Nederland de gouden status.

## Hitnoteringen
De artiesten hadden succes met het lied in het Nederlands taalgebied. Het piekte op de negentiende plaats van de Nederlandse Top 40 en stond tien weken in deze hitlijst. In de Vlaamse Ultratop 50 kwam het tot de zevenentwintigste positie en was het tien weken te vinden. De piekpositie in de Nederlandse Single Top 100 was de 47e plek in de dertien weken dat het in de lijst stond.